# Maximilian Steiner (Theaterdirektor)

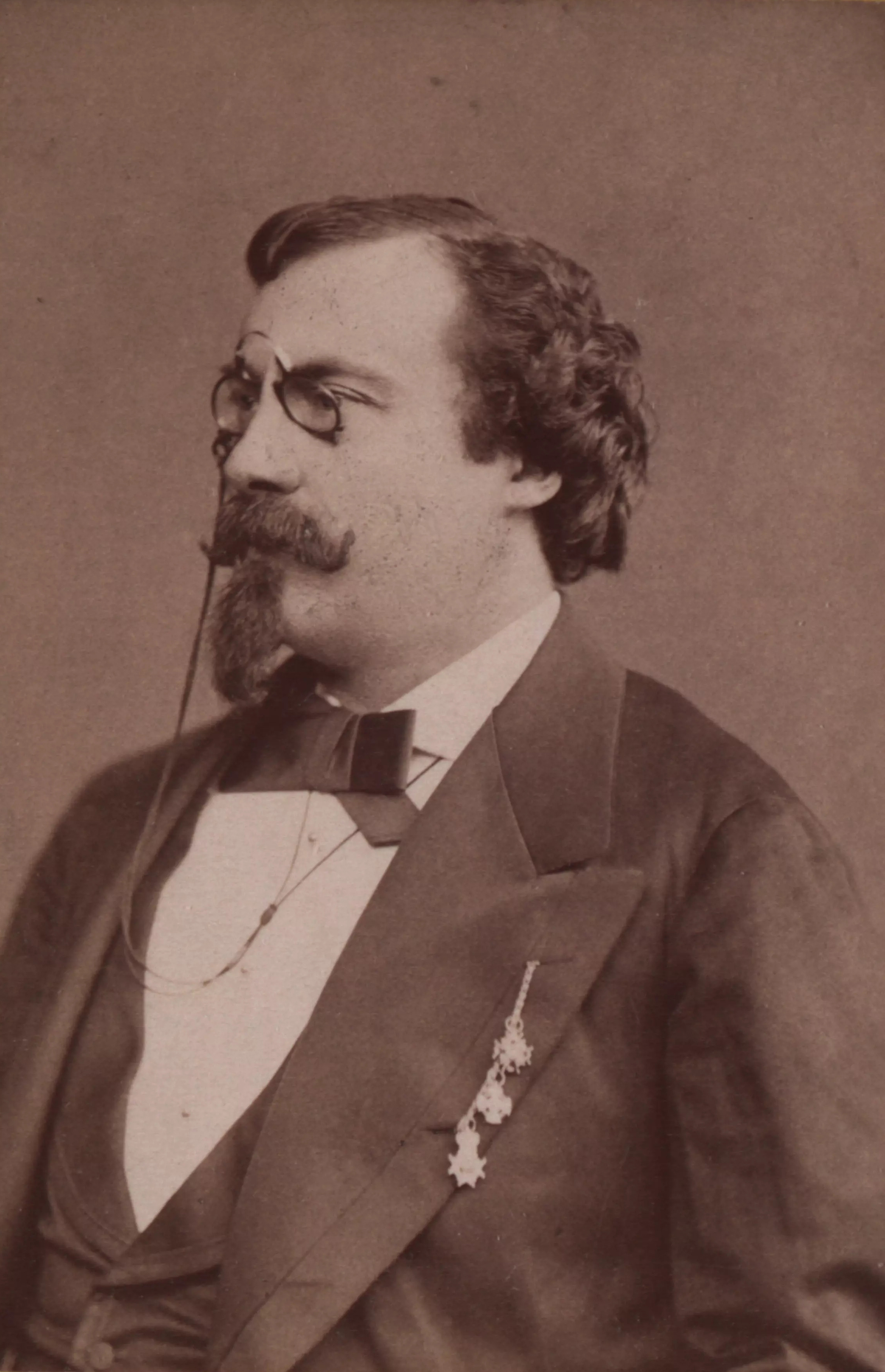
Maximilian Steiner, porträtiert von Julius Gertinger (ca. 1875)

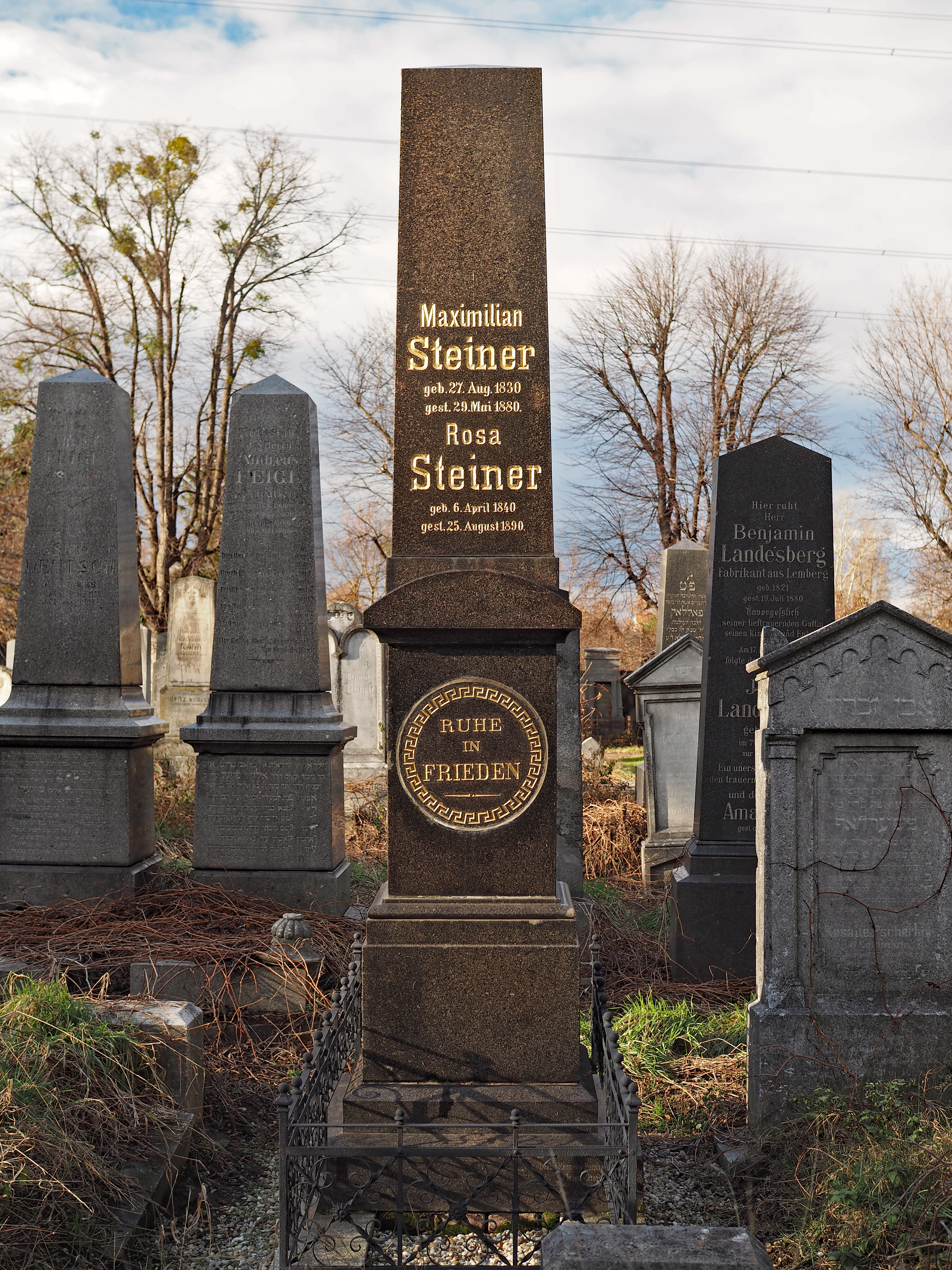
Grabstätte von Maximilian Steiner in der Alten Jüdischen Abteilung des Wiener Zentralfriedhofs

Maximilian Steiner (* 27. August 1830 in Ofen, Kaisertum Österreich; † 29. Mai 1880 in Baden bei Wien, Österreich-Ungarn) war ein ungarisch-österreichischer Schauspieler und Theaterdirektor.

## Leben
In den Jahren 1869 bis 1875 führte Maximilian Steiner zusammen mit der Schauspielerin Marie Geistinger das Theater an der Wien. In dieser Funktion konnte Steiner den Komponisten Johann Strauß Sohn für das Theater gewinnen und leitete mit ihm die klassische Phase der Wiener Operette ein. Auf das Debüt Indigo und die 40 Räuber (1871) folgte der Großerfolg Die Fledermaus (1874). Als 1875 Geistinger ein längeres Engagement am Theater in Leipzig annahm, leitete er das Theater bis 1880 weiter. Nach seinem Tode folgte ihm in dieser Funktion sein Sohn Franz Steiner als Besitzer einer Theateragentur. 
Die Grabstätte von Maximilian Steiner und seiner 1840 in Temesvár geborenen Gattin Rosa befindet sich in der Alten Jüdischen Abteilung des Wiener Zentralfriedhofs (Tor 1, Gruppe 6, Reihe 13, Nr. 2).
Der Schauspieler und Theaterdirektor Gabor Steiner war ebenfalls ein Sohn Maximilian Steiners. Der Komponist Max Steiner war ein Sohn Gabor Steiners.

## Ehrungen
Am 14. September 1992 wurde am Papagenotor des Theaters an der Wien eine Maximilian Steiner gewidmete Gedenktafel enthüllt.